# Cmentarz wojenny nr 77 – Ropica Ruska

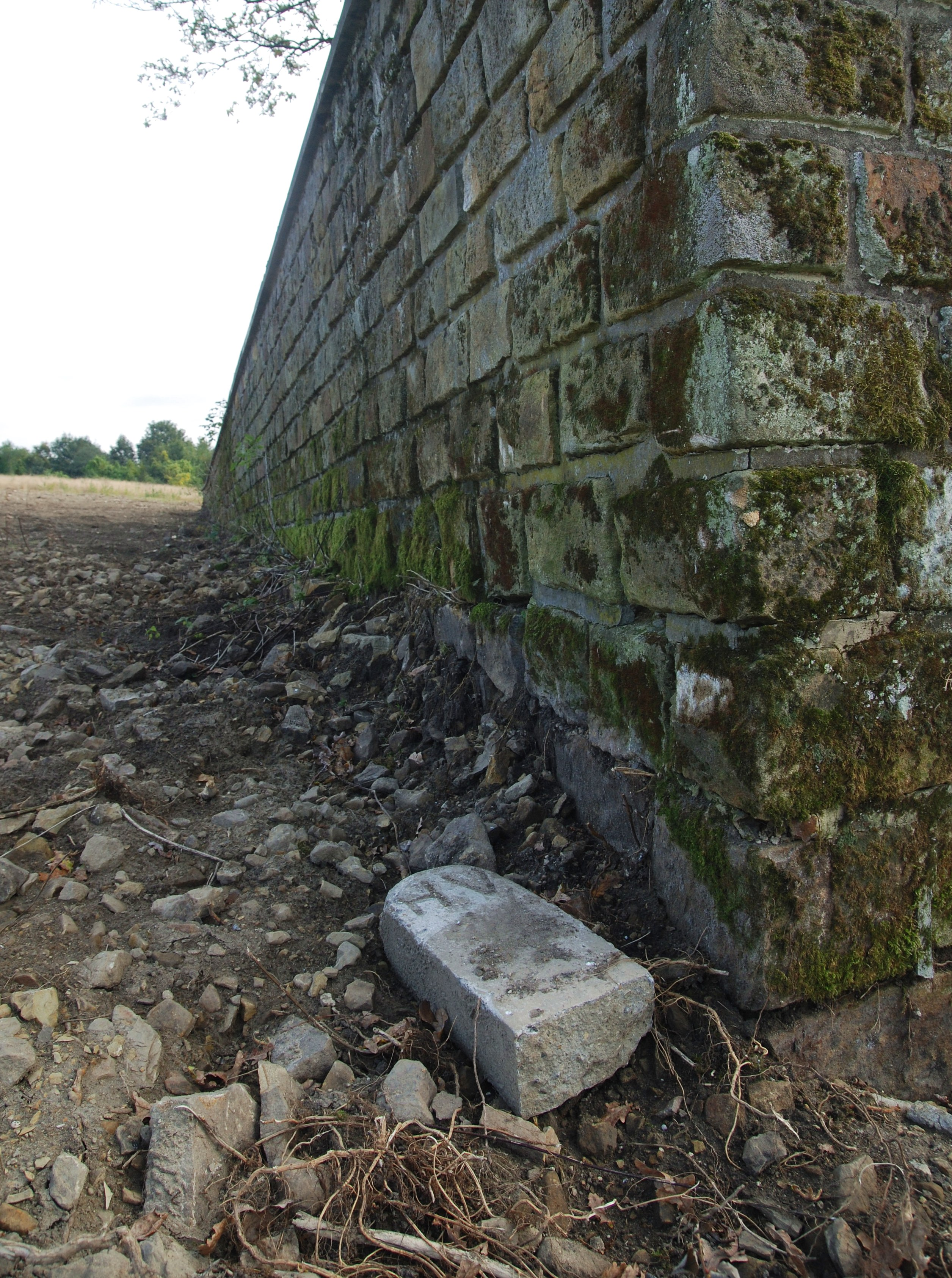
Heeres Vermessung

Cmentarz wojenny nr 77 – Ropica Górna – zabytkowy cmentarz z I wojny światowej, zaprojektowany przez Hansa Mayra, położony na terenie wsi Ropica Górna (dawniej Ropica Ruska) w gminie Sękowa w powiecie gorlickim w województwie małopolskim. Jeden z ponad 400 zachodniogalicyjskich cmentarzy wojennych zbudowanych przez Oddział Grobów Wojennych C. i K. Komendantury Wojskowej w Krakowie. Należy do Okręgu III Gorlice.

## Opis
Cmentarz znajduje się we wsi Ropica Górna na zboczu po północno-wschodniej stronie doliny potoku Sękówka, na działce ewidencyjnej nr 227. Ma kształt nieregularnego wieloboku o powierzchni ogrodzonej około 261 m². Cmentarz otoczony jest ogrodzeniem z pełnego muru z ciosów kamiennych dostosowanym do nachylenia terenu z wejściem od strony zachodniej żelazną furtką z podestem i schodami. W linii ogrodzenia północnego podwyższony odcinek muru z wnęką na tablicę inskrypcyjną zwieńczony małym betonowym krzyżem. W linii ogrodzenia południowego w pięciobocznym wyłamaniu muru kiedyś stał wysoki drewniany krzyż centralny z półkolistym blaszanym nakryciem. Układ grobów rzędowy niesymetryczny z nagrobkami w formie krzyży żeliwnych na betonowych cokołach jedno- i dwuramiennych małych i dużych oraz betonowych stel z żeliwnymi tablicami.
Na cmentarzu pochowano 408 żołnierzy w 10 pojedynczych grobach i 39 mogiłach zbiorowych:
- 215 żołnierzy austro-węgierskich z: 18, 21, 28 Pułku Piechoty
- 31 żołnierzy niemieckich z: 13 i 22 Bawarskiego Pułku Piechoty
- 162 żołnierzy rosyjskich z: 195 Pułku Piechoty

poległych w marcu i maju 1915.

## Galeria

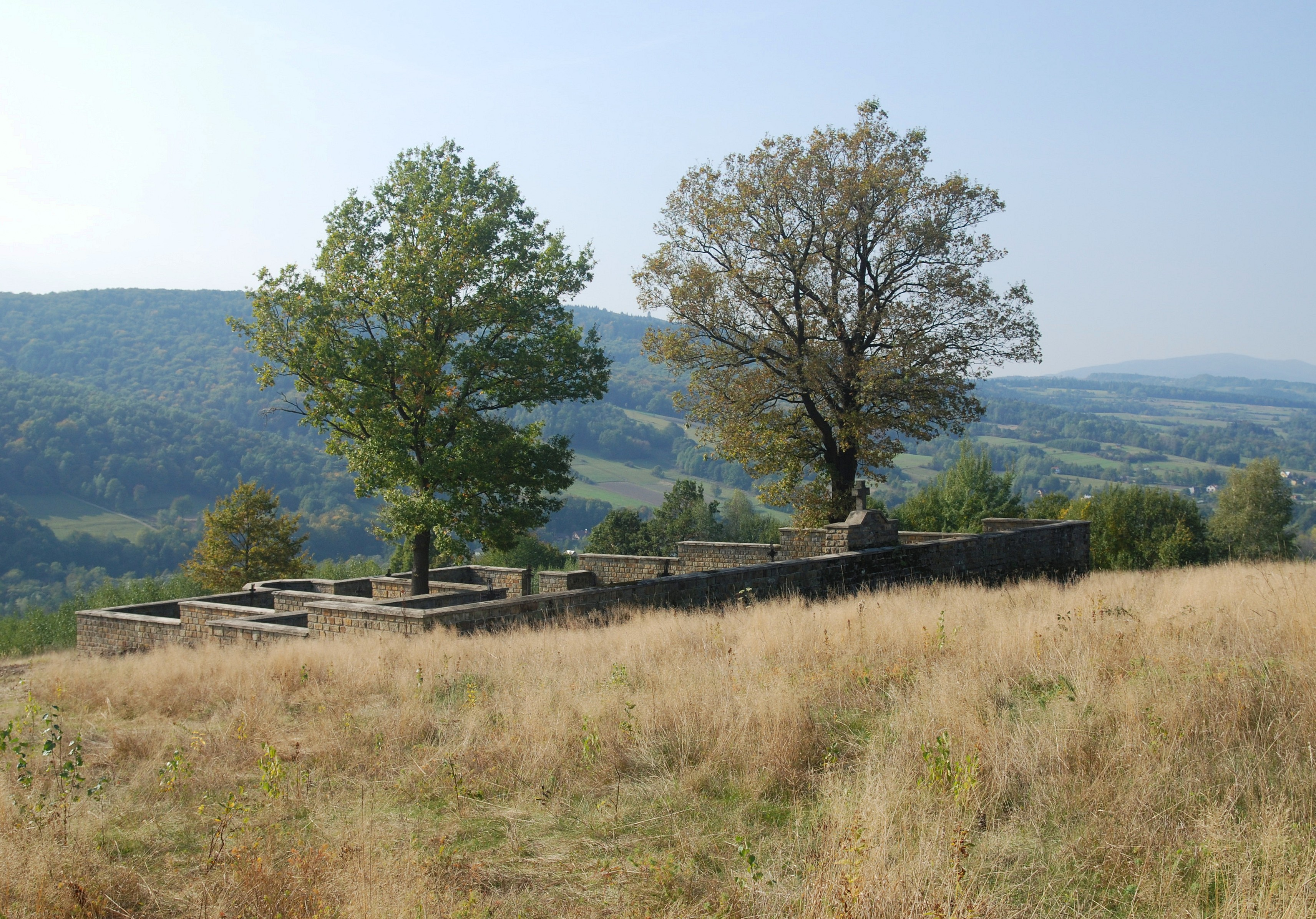
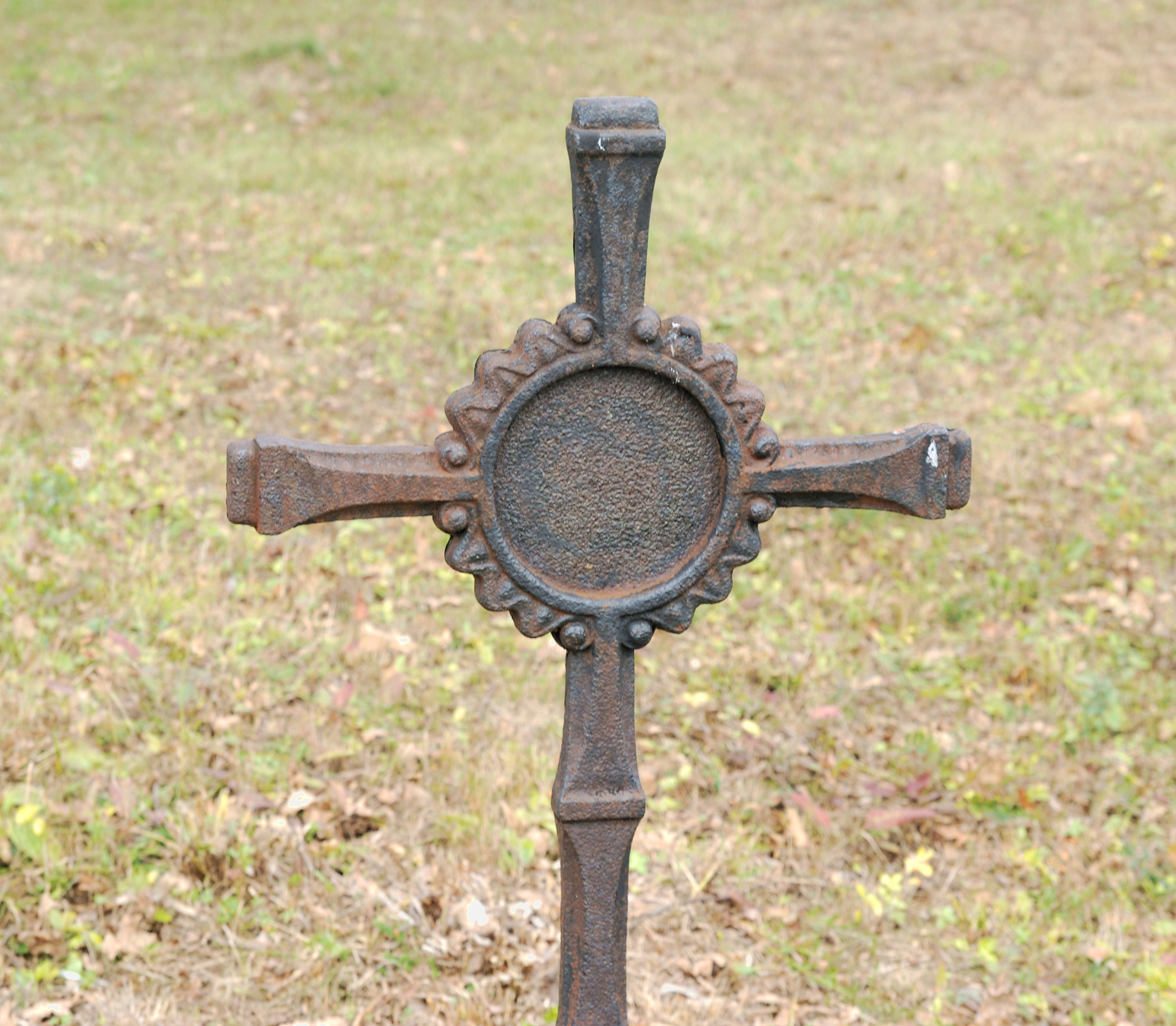
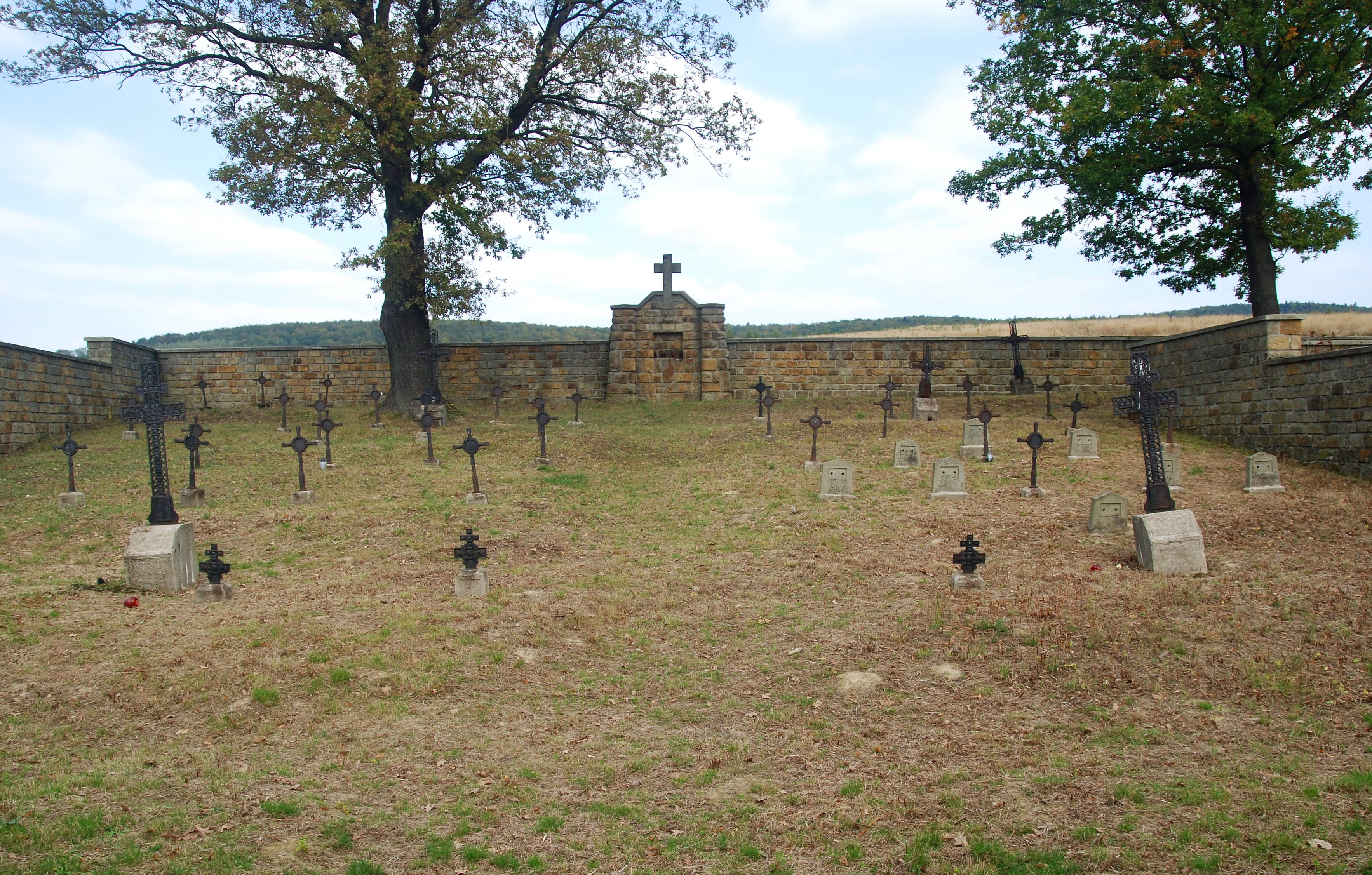